# Atmel AT89C52
Atmel AT89C52 este un micro-controller CMOS pe 8 biti, de înaltă-performanță și consum redus, cu 8K biti de memorie interna Flash read-only programabila (PEROM). Este produs de Atmel utilizând tehnologie cu memorie nevolatila și densitate ridicata fiind compatibil cu familia MCS-51. De asemenea este compatibil cu setul de instructiuni si asezarea pinilor a microcontrolerelor 80C51 si 80C52. 
Prin combinarea unui CPU pe 8-biți versatil cu memoria Flash pe un cip monolitic, Atmel AT89C52 devine un micro-controller puternic care oferă o soluție extrem de flexibila si de eficienta din punct de eficienta a costurilor pentru a controla mai multe aplicații embedded.

## Familia MCS51
Intel MCS-51 este o arhitectură Harvard, serie de microcontrolere cu un singur chip, ce a fost dezvoltată de Intel în 1980 pentru folosirea în sisteme embedded (sisteme cu microprocesoare integrate). Versiunile originale ale Intel au fost populare în anii 1980 și începutul anilor 1990, dar astăzi au fost înlocuite de o gamă vastă de dispozitive compatibile 8051 ce sunt mai rapide și/sau îmbunatățite din punct de vedere funcțional, fabricate de mai mult de 20 de producători independenți inclusiv: Atmel, Infineon Technologies (fostă Siemens AG), Maxim Integrated Products (prin intermediul filialei sale Dallas Semiconductor), NXP (fostă Philips Semiconductor), Nuvoton (fostă Winbond), ST Microelectronics, Silicon Laboratories (fostă Cygnal), Texas Instruments și Cypress Semiconductor.
Familia originară MCS-51 a Intel a fost dezvoltată utilizând tehnologie NMOS, dar versiunile ulterioare, identificate prin litera C în numele lor (e.g., 80C51) foloseau tehnologie CMOS și necesitau mai puțină putere decât predesoarele lor NMOS. Acest lucru le-a făcut mai potrivite pentru dispozitivele cu baterii.

## Caracteristici
- Compatibil cu produse MCS-51 ™
- 8K Bytes de memorie flash In-System reprogramabila
- Anduranță: 1.000 scriere/Stergere Cicluri
- Operare complet statica: 0 Hz la 24 MHz
- Programu Memory Lock pe 3 nivele
- 256 x 8-bit RAM intern
- 32 linii programabile I/O
- Trei Timer/Contoare pe 16-bit
- Opt Surse Întrerupere
- Serial Channel programabil
- Stare Idle low-power și modurile Power-down

## Diagrama Bloc
AT89C52 asigura urmatoarele caracteristici standard: 8K octeți de Flash, 256 bytes de RAM, 32 linii I/O, trei 16-bit timer/contoare, o arhitectură de șase vectori pe două nivele de întrerupere,un port serial full-duplex , oscilator on-chip, și circuite ceas.
În plus, AT89C52 este proiectat cu logica statica pentru funcționare până la frecvență zero și acceptă două moduri de selectare  pentru economisirea puterii. Modul Idle oprește CPU-ul permițând RAM-ului, timerelor,contoarelor, porturilor serial, și sistemului de întreruperi de a continua funcționarea. Modul Power-down salveaza continutul RAM, dar opreste oscilatorul, dezactiveaza toate celelalte funcții ale chipului pana la următoarea resetare hardware.